# 嚴士鑫
嚴士鑫（1918年—1993年），上海人，足球運動員，主要位置為後衛。

## 生平
1940、50年代活躍於上海、香港兩地足壇，曾效力於上海麗都隊、青白隊，港甲東方、光華等球隊。1954年馬尼拉亞運足球金牌成員。

## 國家隊
他曾多次入選中華民國代表隊，曾獲得1954年馬尼拉亞運足球金牌。後病逝於（上海)